# Polaganje Kristusa v grob (Caravaggio)
Caravaggio je v letih 1603–1604 za drugo kapelo na desni v Santa Maria v Vallicelli (Chiesa Nuova), cerkev, zgrajeno za oratorij svetega Filipa Nerija, ustvaril eno svojih najbolj občudovanih oltarnih slik, Polaganje Kristusa v grob. Kopija slike je zdaj v kapeli, original pa v Vatikanski pinakoteki. Sliko so kopirali tako raznoliki umetniki, kot so Rubens , Fragonard, Géricault in  Cézanne.

## Zgodovina
11. julija 1575 je papež Gregor XIII. (1572-1585) izdal bulo, s katero je potrdil ustanovitev nove družbe, imenovane Oratorij, in ji podelil cerkev Santa Maria v Vallicelli. Dva meseca po tem se je začela obnova cerkve. Kot je postalo znano, je bila pri načrtovani rekonstrukciji Chiesa Nuova (nova cerkev) predvidena posvetitev vseh oltarjev Devičinim misterijem. Začnejo se v levem transeptu in nadaljujejo okrog petih kapel na obeh straneh ladje do desnega transepta, oltarji pa so posvečeni Predstavitvi v templju, Oznanjenju, Obiskovanju, Rojstvu, Čaščenju pastirjev, Obrezovanju, Križanju, Pietà, Vstajenje, Vnebohod, Spust Svetega Duha, Vnebovzetje in Kronanje.
Slika Polaganje v grob je bila verjetno načrtovana in se začela leta 1602/3. Kapela, v kateri naj bi bila obešena, je bila posvečena Pietà, ustanovil pa jo je Pietro Vittrice, prijatelj papeža Gregorja XIII. in tesni privrženec Filippa Nerija. Capella della Pietà je zasedla 'privilegiran' položaj v Chiesa Nuovi: z nje se je lahko maševalo in je bila deležna posebnih odpustkov.
Kapela, postavljena v desni ladji Chiesa Nuova, je bila junija 1577 prepuščena Vittricu, temelj kapele pa je bil ratificiran septembra 1580. Nekaj časa po njegovi smrti marca 1600 je bila na voljo zapuščina 1000 skudov za vzdrževanje kapele in je bila zgrajena leta 1602, kar je takrat najzgodnejši datum za izdelavo Caravaggiove slike. Dejansko je 1. septembra 1604 v dokumentu zapisano kot 'novo', da ga je plačal Girolamo Vittrice, Pietrov nečak in dedič.
Girolamo Vittrice je bil neposredno povezan s Caravaggiom: avgusta 1586 se je poročil z Orinzijo di Lucio Orsi, sestro Caravaggijevega prijatelja Prospera Orsija in nečakinjo humanista Aurelia Orsija. Aurelio pa je bil enkrat mentor mlademu Maffeu Barberiniju, ki je leta 1623 postal papež Urban VIII. Zaradi teh povezav je sin Girolama, Alessandro, leta 1632 postal škof v Alatriju in je lahko podaril Caravaggiovo sliko Vedeževalko (zdaj v Louvru) papežu Inocencu X. Pamphiliju po imenovanju za guvernerja Rima leta 1647.
Kritiki, kot so Giulio Mancini, Giovanni Baglione (1642) , Gian Pietro Bellori (1672)  in Francesco Scanelli (1657) , so sliko splošno občudovali in o njej pisali.
Slika je bila odpeljana v Pariz leta 1797 za Napoléonov muzej, vrnjena v Rim in postavljena v Vatikan leta 1816.

## Kompozicija
Ta protireformacijska slika - z diagonalno kaskado žalujočih in mrtvih, ki se spuščajo do mlahavega, mrtvega Kristusa in golega kamna - ni trenutek preobrazbe, ampak žalovanja. Ko se gledalčevo oko spušča iz mraka, obstaja tudi spust iz histerije Marije Klopájeve skozi umirjena čustva do smrti kot končno čustveno utišanje. Za razliko od okrvavljenega Jezusa po križanju v morbidnih španskih predstavah, italijanski Kristusi na splošno umirajo brez krvi in se zrušijo v geometrijsko zahtevnem prikazu. Kot da poudarja nezmožnost mrtvega Kristusa, da čuti bolečino, mu roka vstopi v rano ob strani. Njegovo telo je bolj mišičasto, žilavo, ne pa običajno, koščeno tanko.
Dva moška nosita telo. Janez Evangelist, ki ga prepoznavajo le mladostni videz in rdeč plašč, podpira mrtvega Kristusa na desnem kolenu in z desno roko, nehote odpre rano. Nikodem (z Michelangelovim obrazom) prime v roke kolena, noge pa posadi ob rob plošče. Caravaggio uravnoteži stabilen, dostojanstven položaj telesa in nestabilne napore nosilcev.
Medtem ko so obrazi pri slikanju na splošno pomembni, je pri Caravaggiu vedno treba opozoriti, kam kažejo roke. Proti nebu v sliki Spreobrnjenje sv. Pavla na poti v Damask, proti Leviju v Klicanje sv. Mateja. Tu se mrtvega Boga padla roka in brezmadežni pokrov dotikata kamna; žalostna Marija Klopajeva gestikulira v nebesa. To je bilo na nek način Kristusovo sporočilo: Bog je prišel na zemljo in človeštvo se je pomirilo z nebesi. Kot po navadi se tudi s svojimi deli z najvišjo predanostjo, Caravaggio nikoli ne odreže. V središču je Marija Magdalena, ki si briše solze z belim robčkom, zasenčenega obraza. Tradicija je veljala, da je bila Devica Marija upodobljena kot večno mlada, toda tukaj Caravaggio Devico naslika kot starko. Za Janezom je delno zakrit tudi lik Device Marije; vidimo jo v oblačilih redovnice in roke drži ob strani, posnemajoč črto kamna, na katerem stojijo. Njena desna roka lebdi nad njegovo glavo, kot da se ga želi dotakniti. Tri ženske gledano skupaj predstavljajo različne dopolnjujoče se izraze trpljenja.
Leva figura posnema kostum iz Caravaggiove Spokornice Magdalene (Galerija Doria Pamphilj, Rim); desna figura nas spominja na njegovo Marijo v Marta in Marija Magdalena (umetniški inštitut v Detroitu). Andrew Graham-Dixon trdi, da je te figure oblikoval Fillide Melandroni, ki je bil v njegovih delih pogost model in je bil takrat star približno 22 let. 
Zdi se, da je Caravaggiova kompozicija povezana tudi z Michelangelovo Pietà kot sv. Peter (zlasti v podobi Madone) in njegovo florentinsko Pieta (Museo dell'Opera del Duomo, Firence), iz katere je vzel lik Nikodema . V slednjem primeru Caravaggio Michelangelov avtoportret prenese na svojo sliko.
Čeprav je Caravaggiova slika Polaganje Kristusa v grob povezana z Michelangelovo Piets, ni Pieta, ker čeprav je na sliki navzoča Devica Marija, ni prisotnega pravega števila ali vrsta ljudi.
Caravaggio vzpostavi tudi primerjavo z Rafaelom, tako da ga uporabi kot vir za glavno skupino, to je Rafaelova slika Borghesejeva  Polaganje v grob. Ta primerjava visokorenesančnega idealizma nasprotuje lastnemu naturalizmu Caravaggia.
Caravaggiovo Polaganje Kristusa ni pokop, ker Kristusovega telesa ne spustijo v grob, temveč položijo na kamnito ploščo.

## Interpretacija
Caravaggiova slika je vizualni ustreznik maši, z duhovnikom, ki je za ozadje dvignil novo posvečeno hostijo s polaganjem. Privilegirana postavitev oltarja bi pomenila, da je to vsakdanje dogajanje; akt je popolnoma nasprotuje telesu na sliki s hostijo, ko duhovnik recitira »To je moje telo«. Pontormovo Snemanje s križa (približno 1525–1528) v Firencah opravlja podobno funkcijo, podobno prikazano nad oltarjem. Takšne slike so predstavitve Corpus Domini in ne izvedbeni akti o polaganju Kristusa v grob.
Od 17. stoletja je slika Caravaggia veljala za prizor aktivnega pokopa. Ta razlaga je temeljila na junaški formuli iz antičnih virov, Adonis ali Meleagros: glava je bila vržena nazaj, ena roka je visela ob strani. Dejansko je primer te formule Rafaelovo Polaganje v grob (Borghese). Položitev Kristusovega telesa na ploščat kamen je imela tudi slikarske primere, zlasti Objokovanje Rogerja van der Weydna v galeriji Uffizi v Firencah.
Če natančneje pogledamo, slika Caravaggia ne ustreza tej formuli, saj so to starodavne vrste prizorišča, medtem ko njegov, tako kot v primeru van der Weydna, odločno ni. Namesto tega kompozicija prevzame tradicionalno piramidalno obliko tradicionalnega tipa Pietà. Glede na interpretacijo slike kot tipa Pietà, lahko ploščat kamen (prej interpretiran kot pokrov ali vrata v grobnico) znova razlagamo kot sklicevanje na Kamen maziljenja, ki je danes relikvija v cerkvi svetega groba v Jeruzalemu. Ta kamen so uporabili za Kristusovo telo, ko so ga mazilili in zavili v lanena oblačila, kot je opisano v Janezovem evangeliju.
Sodobni gledalci redko opazijo Caravaggiovo vstavitev rastline v spodnji levi del Polaganja. Verbascum thapsus (Drobnocvetni lučnik) naj bi imel zdravilne lastnosti in naj bi odganjal zle duhove. Povezan je bil z ikonografijo svetega Janeza Krstnika. Caravaggio ga uporablja tudi v svoji sliki Janez Krstnik in Počitek na begu v Egipt .

## Izpeljana dela
- Peter Paul Rubens, Polaganje v grob (1611/12), National Gallery of Canada
- Dirck van Baburen, Objokovanje (1617-1621), po izvirniku v cerkvi San Pietro in Montorio, Rim
- Guy François, Polaganje Kristusa v grob, Ashmolov muzej